# ادوارد ایوانوف
ادوارد ایوانوف (انگلیسی: Eduard Ivanov; ۲۵ آوریل ۱۹۳۸ – ۱۵ ژانویهٔ ۲۰۱۲) بازیکن هاکی روی یخ اهل شوروی بود.